# Meibomia bioculata
Meibomia bioculata là một loài thực vật có hoa trong họ Đậu. Loài này được (S. Watson) Schindl. mô tả khoa học đầu tiên năm 1926.